# 荊越
荊越，又作荊粵，也被稱為楚越，生活在長江中下游的古代民族，為百越之一。其先為揚越，因為與荊蠻居住相近，隨著楚國勢力擴大，將他們併入領土，慢慢與荊蠻混居，因此也被視為是荊蠻之一。

## 概論
在商朝時，長江中下游與漢水流域之間，原居住著被稱為揚越的族群，也有稱為夔越的越人，與荊蠻混居。在周惠王時，楚國熊渠向南發展，與荊蠻居地相近的越人，歸附於楚國，因此稱為荊越。
在戰國末年，仍然有荊越這個稱呼。